# 8621 Jimparsons
8621 Jimparsons è un asteroide della fascia principale. Scoperto nel 1981, presenta un'orbita caratterizzata da un semiasse maggiore pari a 3,1400014 au e da un'eccentricità di 0,1600105, inclinata di 4,31510° rispetto all'eclittica.
L'asteroide è dedicato all'attore statunitense Jim Parsons, uno dei protagonisti della serie televisiva The Big Bang Theory.